# Fred Foster
Fred J. Foster (Springfield, Ohio, 18 de marzo de 1946-4 de octubre de 1985) fue un jugador de baloncesto estadounidense que disputó ocho temporadas en la NBA. Con 1,96 metros de estatura, jugaba en la posición de alero.

## Trayectoria deportiva

### Universidad
Jugó durante tres temporadas con los RedHawks de la Universidad de Miami (Ohio), en las que promedió 18,8 puntos y 8,9 rebotes por partido. En sus dos últimas temporadas fue incluido en el mejor quinteto de la Mid-American Conference, y la última de ellas elegido Jugador del Año de la MAC.

### Profesional
Fue elegido en la vigésimo octava posición del Draft de la NBA de 1968 por Cincinnati Royals, y también por los Kentucky Colonels en el Draft de la ABA, fichando por los primeros. Allí jugó dos temporadas, destacando sobre todo en la segunda de ellas, en la que promedió 14,8 puntos y 4,2 rebotes por partido.
En 1970 fue traspasado junto con Connie Dierking a los Sixers a cambio de Darrall Imhoff. En los Sixers jugó 2 temporadas, siendo la más destacada la segunda de ellas, la mejor de su carrera a nivel estadístico, promediando 11,9 puntos y 3,7 rebotes por partido.
Antes del comienzo de la temporada 1972-73 es traspasado a Portland Trail Blazers a cambio de una futura segunda ronda del draft, quienes a su vez lo enviaron a Detroit Pistons a cambio de Terry Dischinger. En los Pistons jugó una temporada, en la que promedió 8,7 puntos y 2,9 rebotes.
Al año siguiente es despedido, fichando como agente libre por los Cleveland Cavaliers. En los Cavs jugó dos temporadas, siendo la más destacada la segunda, en la que promedió 6,9 puntos y 1,5 rebotes por encuentro. en 1975 ficha por Chicago Bulls, siendo descartado antes del comienzo de la competición, pasando un año en blanco hasta que en la temporada siguiente ficha por los Buffalo Braves, donde jugaría su última temporada como profesional, retirándose al término de la misma.

## Estadísticas de su carrera en la NBA

### Temporada regular
| Temporada | Edad | Equipo              | Liga | P   | TIT | MIN  | TC  | TCA  | %TC  | 3P | 3PA | %3P | TL  | TLA | %TL  | R.OF. | R.DEF. | REB | ASIS | ROB | TAP | PER | FP  | PTS  |
| 1968-69   | 22   | Cincinnati Royals   | NBA  | 56  |     | 8.9  | 1.3 | 3.4  | .383 |    |     |     | 0.8 | 1.2 | .652 |       |        | 1.1 | 0.6  |     |     |     | 0.9 | 3.4  |
| 1969-70   | 23   | Cincinnati Royals   | NBA  | 74  |     | 28.1 | 6.2 | 13.9 | .449 |    |     |     | 2.4 | 3.3 | .724 |       |        | 4.2 | 1.4  |     |     |     | 2.8 | 14.8 |
| 1970-71   | 24   | TOTAL               | NBA  | 67  |     | 13.6 | 2.2 | 5.5  | .402 |    |     |     | 1.1 | 1.6 | .689 |       |        | 2.3 | 0.9  |     |     |     | 1.7 | 5.5  |
| 1970-71   | 24   | Cincinnati Royals   | NBA  | 1   |     | 21.0 | 3.0 | 8.0  | .375 |    |     |     | 1.0 | 3.0 | .333 |       |        | 4.0 | 0.0  |     |     |     | 2.0 | 7.0  |
| 1970-71   | 24   | Philadelphia 76ers  | NBA  | 66  |     | 13.5 | 2.2 | 5.5  | .403 |    |     |     | 1.1 | 1.6 | .699 |       |        | 2.2 | 0.9  |     |     |     | 1.7 | 5.5  |
| 1971-72   | 25   | Philadelphia 76ers  | NBA  | 74  |     | 23.0 | 4.7 | 11.3 | .415 |    |     |     | 2.5 | 3.3 | .761 |       |        | 3.7 | 1.2  |     |     |     | 2.5 | 11.9 |
| 1972-73   | 26   | Detroit Pistons     | NBA  | 63  |     | 23.2 | 3.9 | 10.0 | .388 |    |     |     | 1.0 | 1.4 | .701 |       |        | 2.9 | 1.5  |     |     |     | 2.4 | 8.7  |
| 1973-74   | 27   | Cleveland Cavaliers | NBA  | 58  |     | 11.2 | 1.9 | 5.0  | .389 |    |     |     | 0.9 | 1.1 | .844 | 0.7   | 1.1    | 1.9 | 1.1  | 0.3 | 0.1 |     | 1.4 | 4.8  |
| 1974-75   | 28   | Cleveland Cavaliers | NBA  | 73  |     | 15.6 | 3.0 | 7.1  | .417 |    |     |     | 0.9 | 1.3 | .711 | 0.8   | 0.7    | 1.5 | 1.4  | 0.3 | 0.0 |     | 1.8 | 6.9  |
| 1976-77   | 30   | Buffalo Braves      | NBA  | 59  |     | 11.7 | 1.7 | 4.2  | .401 |    |     |     | 0.5 | 0.7 | .682 | 0.6   | 0.7    | 1.3 | 0.8  | 0.3 | 0.0 |     | 1.6 | 3.9  |
| Total     |      |                     | NBA  | 524 |     | 17.4 | 3.2 | 7.8  | .414 |    |     |     | 1.3 | 1.8 | .727 | 0.7   | 0.9    | 2.4 | 1.1  | 0.3 | 0.0 |     | 1.9 | 7.8  |

### Playoffs
| Temporada | Edad | Equipo             | Liga | P | MIN | TCA | TC | 3PA | 3P | TLA | TL | R.OF. | REB | ASIS | ROB | TAP | PER | FP | PTS | %TC  | %3P | %FT   | MIN | PTS | REB | AST |
| 1970-71   | 24   | Philadelphia 76ers | NBA  | 5 | 49  | 8   | 19 |     |    | 2   | 2  |       | 12  | 5    |     |     |     | 6  | 18  | .421 |     | 1.000 | 9.8 | 3.6 | 2.4 | 1.0 |
| Total     |      |                    | NBA  | 5 | 49  | 8   | 19 |     |    | 2   | 2  |       | 12  | 5    |     |     |     | 6  | 18  | .421 |     | 1.000 | 9.8 | 3.6 | 2.4 | 1.0 |